# Astragalus gobi-altaicus
Astragalus gobi-altaicus là một loài thực vật có hoa trong họ Đậu. Loài này được N.Ulziykh. miêu tả khoa học đầu tiên.